# BAFTA-galan 1948
BAFTA-galan 1948 var den första upplagan av British Academy Film Awards som hölls den 21 maj 1948 på Odeon Cinema, Leicester Square i London och belönade insatser i filmer som visades i Storbritannien 1947. Tre kategorier presenterades detta år: Bästa film från vilket ursprung som helst (som gick till De bästa åren), Bästa brittiska film (som gick till En natt att leva), och Special Award som gick till dokumentären The World Is Rich.

## Vinnare
| Bästa film från vilket ursprung som helst | Bästa brittiska film |
| ----------------------------------------- | -------------------- |
| - De bästa åren                           | - En natt att leva   |
| Special Award                             |                      |
| - The World Is Rich                       |                      |